# Pontaix
Pontaix település Franciaországban, Drôme megyében. Lakosainak száma 176 fő (2022. január 1.). Pontaix Barsac, Eygluy-Escoulin, Sainte-Croix, Vachères-en-Quint, Vercheny és Saillans községekkel határos.

## Népesség
A település népességének változása:
| Lakosok száma | 163  | 151  | 151  | 163  | 164  | 162  | 168  | 175  | 178  | 176  |
|               | 1968 | 1982 | 1990 | 2006 | 2013 | 2015 | 2017 | 2019 | 2020 | 2022 |